# Падек
Падек (кирг. Падек) — село в Ала-Букинском районе Джалал-Абадской области Кыргызстана. Входит в состав Ак-Коргонского айылного аймака.

## География
Село расположено в юго-западной части области, вблизи государственной границы с Узбекистаном, на расстоянии приблизительно 10 километров (по прямой) к востоку от села Ала-Бука, административного центра района. Абсолютная высота — 1184 метра над уровнем моря.

## История
До 19 марта 2004 года село носило название Калинин.

## Население
Согласно оценочным данным Национального статистического комитета Кыргызской Республики, численность населения села на начало 2023 года составляла 4032 человека.
| год     | 2009 | 2014 | 2015 | 2020 | 2021 | 2023 |
| ------- | ---- | ---- | ---- | ---- | ---- | ---- |
| человек | 3054 | 3977 | 3423 | 3625 | 3862 | 4032 |